# Federación Argentina de Estudiantes de Geografía
La Federación Argentina de Estudiantes de Geografía, abreviada Fadeg, es la principal asociación de estudiantes de geografía de Argentina. Fue fundada en Mar del Plata en octubre de 2000 con la participación de representantes de las universidades nacionales de La Plata, Mar del Plata, Buenos Aires, Comahue, Cuyo, Luján, Río Cuarto y Patagonia Austral.

## Historia
En 1997, en el marco del Séptimo Encuentro de Geógrafos de América Latina, realizado en Buenos Aires, comenzó a ser notoria la necesidad de algún tipo de organización de los estudiantes de geografía a nivel nacional. En el Primer Encuentro Humboldt, en 1999 y también en Buenos Aires, se decidió la organización de un Encuentro Nacional de Estudiantes de Geografía (Eneg), fijándose como sede a la ciudad de Río Cuarto. A partir de ese momento, la Federación ha organizado de manera ininterrumpida los Eneg, rotando la sede año a año.
Si bien la Fadeg cuenta con principios desde el año 2000, en la Asamblea General de la Federación del año 2014 realizada en la ciudad de Córdoba, y luego de un proceso de más de dos años de discusión, los mismos fueron actualizados.
El encuentro del año 2001, realizado en la ciudad de Río Cuarto, constituye un hito en varios aspectos fundamentales en el desarrollo de la Federación. Por una cuestión organizativa, se decide establecer un momento para la Asamblea de Fadeg, y otro propio para el Eneg, ambas a realizarse durante el encuentro; se formalizan las secretarias con el objetivo de darles continuidad a lo largo del año y las salidas/entradas de campo pasaron a realizarse en forma simultánea y con mayor interacción con organizaciones sociales en los territorios.

## Orgánica
La Fadeg (Federación Argentina de Estudiantes de Geografía) es una organización autónoma de carácter asambleario que nuclea a las y los estudiantes de Geografía de todo el país. Entendemos por Federación a la asociación libre de individuos, donde la participación es directa y de manera horizontal, sin delegar nada en representantes. De esta manera se evita la jerarquización y verticalidad, permitiendo la organización consciente y responsable de las y los estudiantes interesados.
El órgano máximo de decisión es la Asamblea de la Fadeg que se reúne de forma anual durante el Eneg (Encuentro Nacional de Estudiantes de Geografía). Esta es la instancia de debate y decisión colectiva máxima, donde el voto se ejerce de manera individual. Es en este espacio, la Asamblea de la Fadeg, donde se tratan cuestiones fundamentales como los principios, orgánica y accionar de la Federación.
A su vez, la Fadeg está compuesta por asambleas regionales correspondientes a cada universidad o instituto que participe de la misma.
Las asambleas regionales son el espacio donde las y los compañeros se organizan durante el año para implementar las resoluciones de la Asamblea anual de la Fadeg. Las mismas tendrán total libertad a su interior para debatir, decidir y accionar en la institución o territorio donde desarrollan sus actividades, siempre en atención a los principios de la Fadeg.
Para garantizar la comunicación durante el año, cada asamblea regional elegirá un vocero o una dirección de correo electrónico institucional, en pos de agilizar el intercambio. De esta manera, para decidir acciones en conjunto o adhesiones se podrán tratar estos temas por el mailing de la Fadeg y cada regional tendrá un voto, a definir por mayoría simple. En caso de no obtener esta mayoría simple, cada regional, ejerciendo su autonomía, decidirá libremente llevar adelante la propuesta en nombre de su regional. Asimismo, si se quiere modificar la orgánica o los principios de la Federación, se deberá mandar un correo electrónico con, como mínimo, un mes de anticipación.
La Federación se organiza en Secretarías que son trabajadas por las regionales durante el año abordando determinadas temáticas definidas en la Asamblea Fadeg. Algunas de ellas son: Políticas Educativas, Investigación, Prensa, Extensión, Docencia y Género. La distribución de las mismas se realiza anualmente en las Asambleas Eneg.
El momento de encuentro de la Fadeg es el Eneg, que se realiza una vez al año, con sedes rotativas. Este es un espacio abierto en el que se materializa el trabajo de la Federación a través de talleres, paneles, ponencias y entradas de campo.
Para organizar el Eneg se crea una instancia previa de encuentro entre las regionales donde se trabajan cuestiones operativas: pre-Eneg. En el mismo sólo se pueden tomar decisiones operativas en relación con la organización del Eneg. Al mismo concurren dos delegados por cada regional participante y cuatro por la regional organizadora. La sede del pre-Eneg se elige en Asamblea Eneg, así como la sede del Eneg mismo.
En cuanto al financiamiento del pre-Eneg cada regional se organizará para recaudar los fondos para asistir al mismo. De no haber conseguido el total, se comunicará, como mínimo con un mes de anticipación, al resto de las regionales para que estas recauden los fondos restantes para completar el total necesario. Estos fondos se dividirán equitativamente entre todas las regionales.

## Accionar
El accionar de la Fadeg estará guiado por los principios enunciados previamente y por 
las decisiones tomadas en las asambleas Fadeg. 
Nos proponemos defender y materializar nuestros principios en espacios como: las 
interdepartamentales, los órganos de cogobierno, congresos, en las aulas, en nuestros territorios y en cualquier otra instancia donde se discuta geografía. Para esto articulamos 
nuestro trabajo a nivel nacional y con organizaciones territoriales. 
Asimismo, nos proponemos que la Fadeg sea un espacio de construcción de 
conocimiento desde la investigación, la docencia y la extensión.  Buscamos ampliar la 
participación en la Federación a través de la difusión de todas sus actividades y 
decisiones para que más estudiantes se sumen a construir una geografía comprometida 
con la transformación de la realidad social. 
En el año 2012 se realizó un encuentro nacional de los miembros de Fadeg que concluyó en oponerse a que la CONEAU acredite la carrera, por considerar que esto facilitaría la mercantilización de la profesión de geógrafo.

## ENEG
El Encuentro Nacional de Estudiantes de Geografía (ENEG) es un evento académico que reúne a estudiantes de geografía de diversas universidades para discutir y compartir conocimientos sobre esta disciplina. El objetivo del encuentro es proporcionar un espacio de intercambio académico y cultural, así como fomentar la colaboración entre futuros geógrafos.

### Temáticas y Objetivos del ENEG
1. Estado de la Enseñanza de Geografía:
   - Análisis de los currículos y planes de estudio en instituciones educativas a diferentes niveles.
   - Impacto de las reformas universitarias en la enseñanza de la geografía.
2. Estado de la Investigación en Geografía:
   - Exploración de campos tradicionales y emergentes en la investigación geográfica, incluyendo geografía física, humana y técnicas automatizadas.
   - Contribuciones de la geografía a la comprensión de problemáticas sociales como el conflicto armado y el desplazamiento forzado.
3. Geografías Hegemónicas y Alternativas:
   - Presentación y análisis de corrientes geográficas tradicionales y emergentes, así como su relevancia en contextos actuales.
4. Geógrafos en el Mundo Laboral:
   - Condiciones laborales de los geógrafos y geógrafas, y áreas con mayor demanda laboral.
   - Organizaciones y entidades que defienden los derechos laborales de los geógrafos.
5. Formas Organizativas de Estudiantes:
   - Socialización y análisis de formas organizativas estudiantiles en el campo geográfico, a través de redes, revistas y otras iniciativas.
El ENEG también incluye la presentación de trabajos científicos en diferentes formatos como disertaciones y pósters, y se organiza en distintas sedes universitarias cada año, ofreciendo un programa de actividades académicas y culturales para los participantes.